# Pafawag 2W
2W — typ wagonów węglarek produkcji niemieckiej i polskiego Pafawagu, eksploatowanych po wojnie przez Polskie Koleje Państwowe.

## Historia
Konstrukcja niemieckiej wersji węglarki, grupy Klagenfurt, powstała w 1943 roku jako wyraz dążenia do szczególnych oszczędności w kosztach budowy taboru kolejowego.
Poprzez maksymalne uproszczenie konstrukcji ostoi i pudła (m.in. likwidacja podciągu, zmniejszenie liczby słupków, drewniane oszalowanie drzwi) znacznie oszczędzono na zużyciu stali, a masa wagonu zmniejszyła się o około 2 tony.
Standardowa nośność 27,5 t mogła być w wagonach na łożyskach tocznych zwiększona do 31 t.
Do 1945 roku wyprodukowano ponad 20 tysięcy wagonów, m.in. w Ostrowcu.
Na podstawie niemieckiej dokumentacji w grudniu 1945 roku przystąpiono do budowy takich samych wagonów we wrocławskim Pafawagu, lecz przy obniżonej ładowności.
Pierwsze 100 egzemplarzy przekazanych zostało do eksploatacji w dniu 26 stycznia 1946.
Zgodnie z planem, wagony 2-Ommu były produkowane we wrocławskich zakładach do września 1946, tj. do czasu rozpoczęcia produkcji węglarek 29W polskiej konstrukcji.
Spośród 2150 egzemplarzy dla PKP, 837 wagonów było wyposażonych w hamulec pneumatyczny Hikg z cylindrem o średnicy 12 cali. 1313 miało tylko główny przewód hamulcowy.
Wagony miały zestawy kołowe na łożyskach ślizgowych, ze średnicą czopa 115 mm, resory ośmiopiórowe i nawskrośne urządzenie cięgłowe o wytrzymałości 65 ton.